# Svatý Tomáš a Princův ostrov
Svatý Tomáš a Princův ostrov, plným názvem Demokratická republika Svatý Tomáš a Princův ostrov, je ostrovní stát v Guinejském zálivu u západního rovníkového pobřeží střední Afriky. Stát má necelého čtvrt milionu obyvatel, úředním jazykem je portugalština.

## Historie

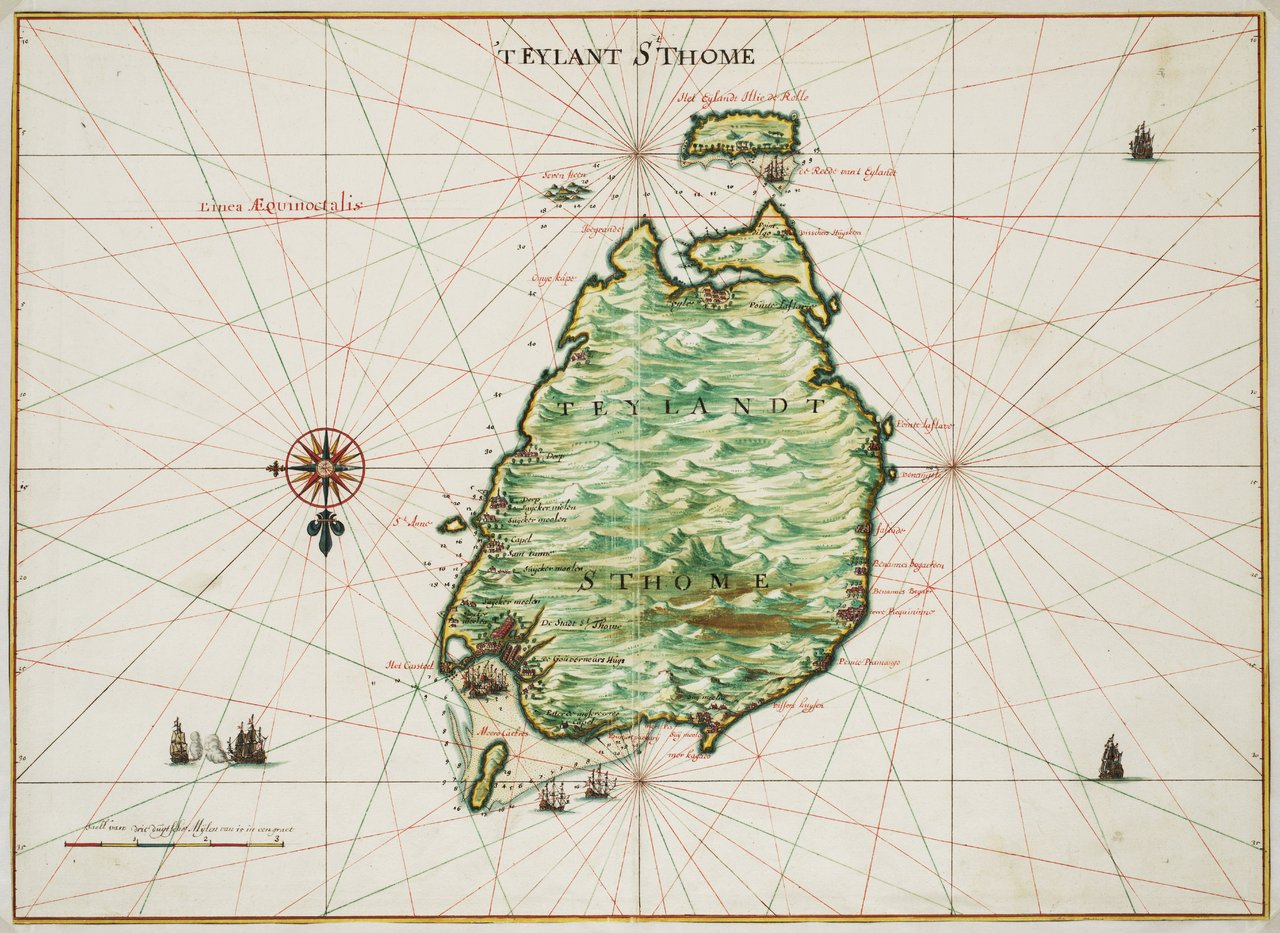
Mapa souostroví od Johannese Vingboonse (1665)

V roce 1471 ostrovy objevili Portugalci. Na počátku 16. století se zde začala pěstovat cukrová třtina. Od roku 1522 byly portugalskou kolonií. V letech 1641–1648 byly ostrovy okupovány Nizozemci, později se vrátily zpět do portugalských rukou. 17. a 18. století byly obdobím úpadku, kdy ostrovy trpěly recesí portugalského impéria, nájezdy pirátů, vzpourami otroků a loupeživými výpravami banditů z vnitrozemí. Ozdravení přišlo v 19. století, kdy se ostrovy staly světově významným producentem kávy. Kulturní a emancipační obrození černošského a mulatského obyvatelstva přišlo v období 1. portugalské republiky (1910–1926), které bylo následným Salazarovým režimem korigováno do pevných mezí.
Čtvrtého února 1953 proběhl masakr v Batepá, který měl rozdrtit domnělé povstání a zasel nedůvěru obyvatel k portugalské nadvládě. Roku 1975 ostrovy získaly nezávislost, přičemž byla uzákoněna vláda jedné strany, nacionalisticko-socialistické MLSTP (Movimento de Libertação de São Tomé e Príncipe, Hnutí pro osvobození Svatého Tomáše a Princova ostrova). Centrální plánování zavedené roku 1979 přivedlo stát ke krachu a nedostatek peněz na import léků způsobil epidemii malárie. Tyto skutečnosti přiměly vládnoucí stranu k revizi své politiky a v roce 1991 byly umožněny demokratické svobodné volby, které vyhrála strana PCD-GR. Volby v roce 1994 vyhrála znovu MLSTP, která v roce 1995 musela čelit armádnímu puči, jenž ale byl neúspěšný. V roce 2003 Parlament omezil pravomoci prezidenta Bandeira de Menezese, který jako reakci parlament rozpustil. Zemi hrozil puč, nicméně byl zažehnán, když Menezes přistoupil na kompromis, že omezení jeho pravomocí proběhne až po vypršení jeho mandátu.
Během nultých let 21. století byla na kontinentálním šelfu blízko Svatého Tomáše a Princova ostrova nalezena ložiska ropy. Netransparentní jednání s Nigérií ohledně územního rozdělení šelfu vyvolalo demonstraci v hlavním městě, která byla násilně rozehnána a stala se roznětkou větších nepokojů. 16. března 2003 armáda využila návštěvy prezidenta Menzese v Nigérii a provedla ozbrojený převrat, kdy obsadila všechna strategická místa v zemi. Nový režim byl ale odsouzen mezinárodním společenstvím a dostal se do takové izolace, že vůdce povstání Fernando „Cobo“ Pereira se po týdnu vedení státu zřekl a umožnil návrat prezidenta do země, jakožto i obnovení staronové vlády. Nigérie se následně dohodla se Svatým Tomášem a Princovým ostrovem, že příjmy z ropných nalezišť se budou dělit v poměru 3:2. V roce 2014 začínající těžba ropy stále nepřinášela očekávané příjmy.

## Státní symboly

### Vlajka
Vlajka Svatého Tomáše a Princova ostrova je tvořena listem o poměru stran 1:2 se třemi vodorovnými pruhy, zeleným, žlutým a zeleným, o poměru šířek 2:3:2. Ve žlutém pruhu jsou dvě černé, pěticípé hvězdy. Při žerďovém okraji je klín červené barvy, sahající do ¼ délky vlajky.

### Hymna
Hymna Svatého Tomáše a Princova ostrova je píseň Independência total (česky Absolutní nezávislost). Hudbu složil Manuel dos Santos Barreto de Sousa e Almeida a text napsal Alda Neves da Graça do Espírito Santo.

## Geografie

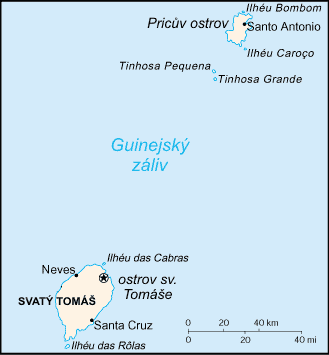
Mapa souostroví

Tento nevelký stát tvoří skupina ostrovů sopečného původu, soustředěná okolo dvou největších – Svatého Tomáše a Princova ostrova – které od sebe dělí vzdálenost 140 km. Souostroví leží asi 250 km západně od pobřeží Gabonu a Rovníkové Guineje. O jeho původu svědčí krátery vyhaslých vulkánů. Vyhaslou sopkou je i nejvyšší hora ostrova vysoká 2 024 m n. m., jmenuje se Pico de Sao Tome. Většinu plochy ostrovů zabírají rovníkové lesy, které ve vyšších polohách přecházejí v horské tropické lesy. Pobřeží je tvořeno plantážemi. Největším ostrovem z celého souostroví je Svatý Tomáš, jehož rozloha činí 836 km². Druhým největším ostrovem je s rozlohou 128 km² Princův ostrov.

### Podnebí
Svatý Tomáš a Princův ostrov leží v oblasti rovníkového klimatu s malými ročními teplotními i srážkovými výkyvy. V listopadu začíná období dešťů, které končí v květnu. V hlavním městě republiky se průměrná teplota pohybuje okolo 25 °C, roční úhrn srážek pak okolo 1 100 mm.

## Politika
Prezident republiky je volen na pětileté funkční období ve všeobecných a tajných volbách a musí získat absolutní většinu, aby mohl být zvolen. Prezident může vykonávat až dvě po sobě jdoucí funkční období. Předseda vlády je jmenován prezidentem a 14 členů kabinetu je vybráno předsedou vlády.
Národní shromáždění, nejvyšší orgán státu a nejvyšší zákonodárný orgán, se skládá z 55 členů, kteří jsou voleni na čtyřleté funkční období a scházejí se pololetně. Spravedlnost vykonává na nejvyšší úrovni Nejvyšší soud. Soudnictví je podle současné ústavy nezávislé.
Svatý Tomáš a Princův ostrov je zakládajícím členským státem Společenství portugalsky mluvících zemí, známého také jako Lusofonní společenství, mezinárodní organizace a politické sdružení lusofonních národů na čtyřech kontinentech, kde je portugalština úředním jazykem.

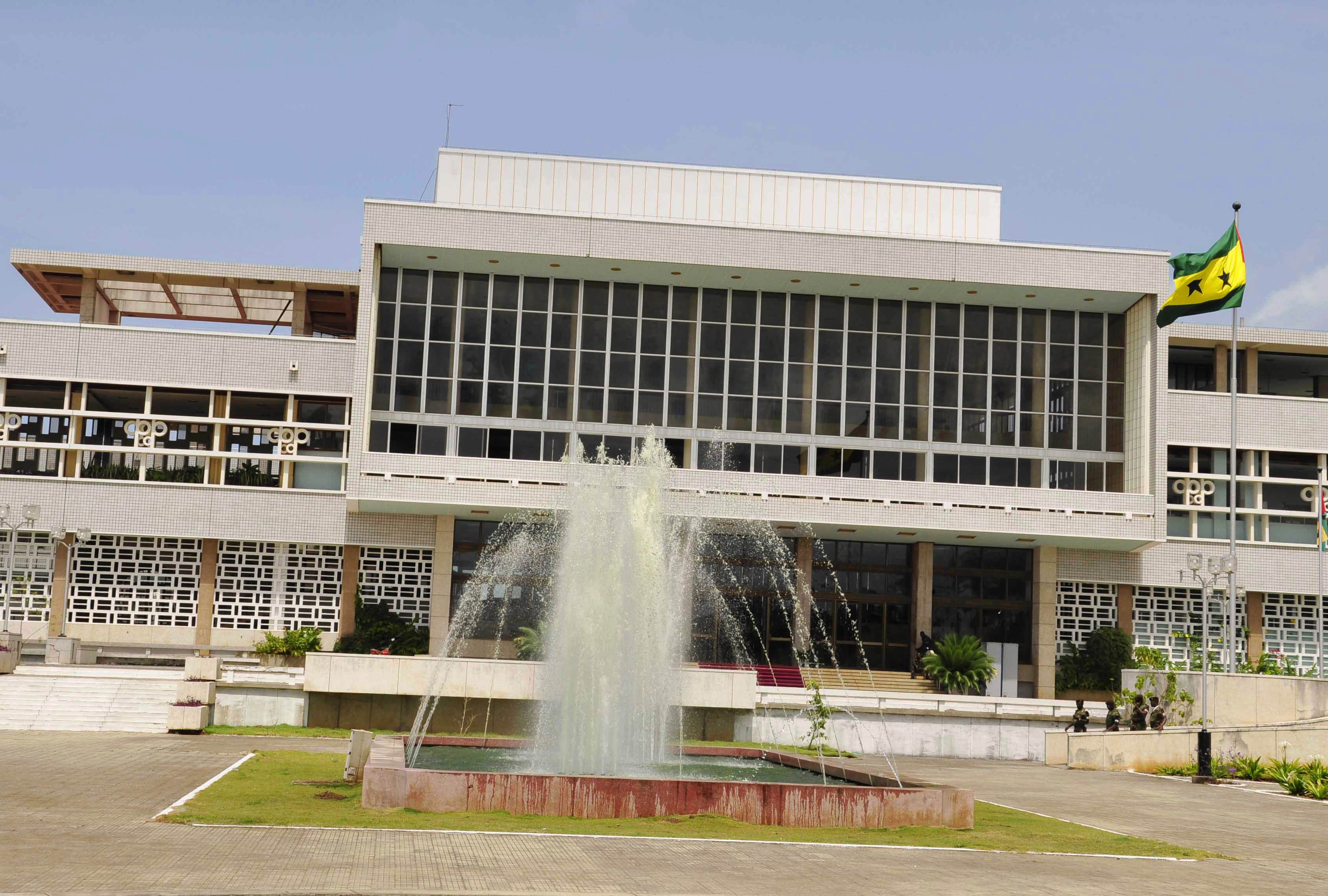
Budova Národního shromáždění na Svatém Tomáši a Princově ostrově

## Ekonomika

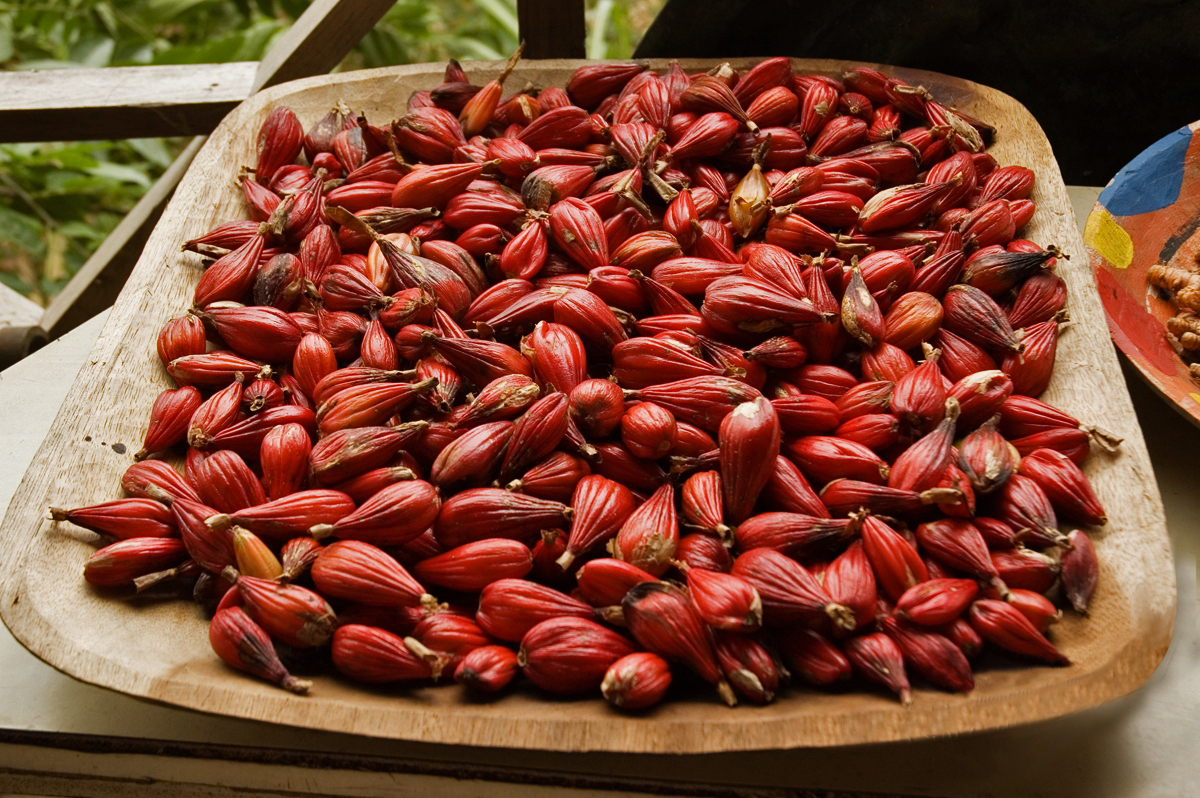
Koření aframon rajské zrno ze Svatého Tomáše a Princova ostrova

Svatý Tomáš a Princův ostrov je typickým zemědělským státem. Celkem 49 % rozlohy země zaujímají plantáže. Pěstuje se na nich především kakao a káva, v menším množství dále banány, kokosová a olejová palma a vanilka. 6 % rozlohy zaujímá orná půda. Na ní se pěstuje obilí a zelenina, která není určena pro vývoz, ale pro místní spotřebu. Průmysl není příliš rozvinut, jediným odvětvím, které se na ostrovech uplatnilo, je průmysl potravinářský.

### Import a export
Tato země vyváží do zahraničí především kakaové boby a v čím dál tím větším množství banány. Spousta důležitých věcí se však musí do země dovážet. Dováží se sem hlavně stroje a paliva, ale také potravinářské výrobky. V importu a exportu zboží má své hlavní místo námořní doprava. Hlavní přístavy jsou ve městech Sao Tome, Santo Antonio a Neves.

### Energetika
Velký podíl na výrobě elektrické energie má spalování tuhých paliv. Velký význam má i využití energie krátkých dravých řek. V okolí ostrovů se objevila ložiska ropy a zemního plynu, s těžbou se začalo v roce 2004. Pro rozvoj energetického průmyslu a petrochemie to znamená nadějnou budoucnost.

## Obyvatelstvo

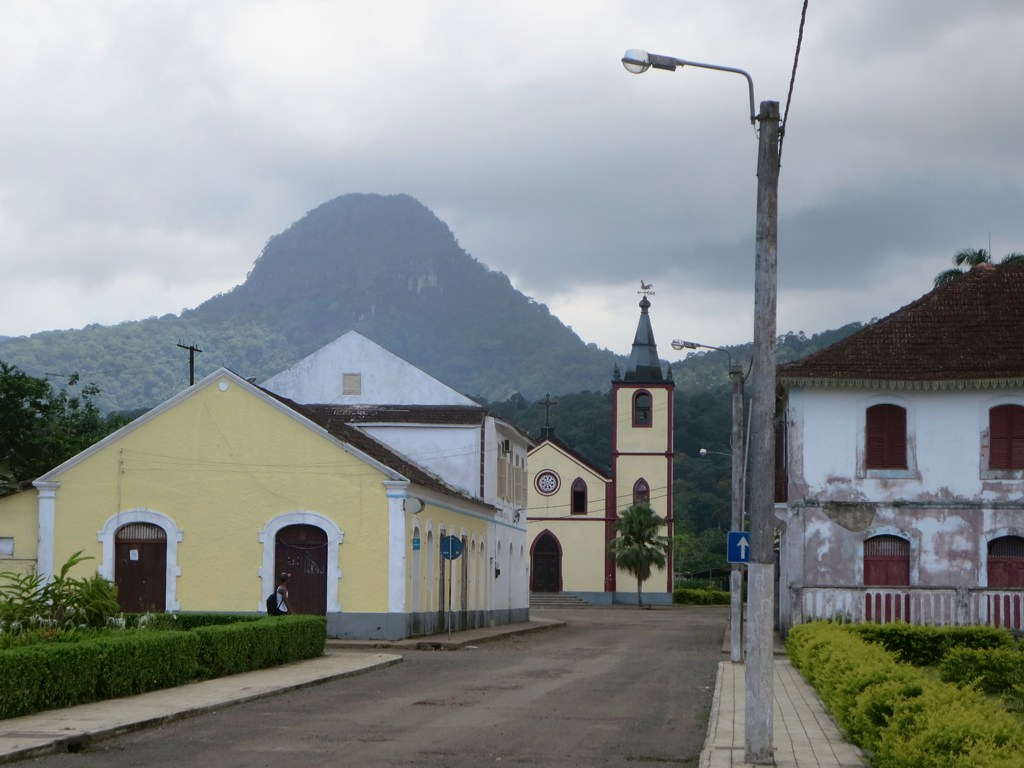
Kostel Nossa Senhora do Rosário Church, Santo António

Převážnou část obyvatel tvoří bantuští Bubiové. Téměř polovina obyvatel země ještě není plnoletá, jen necelá 4 % obyvatel překročila věk 65 let. Střední délka života mužů je 65,4 let, u žen 68,6 let. V zemi převládá model rodiny s více dětmi. Proto je zde relativně velký přírůstek obyvatel. Převládajícím náboženstvím v zemi je křesťanství, hlásí se k němu 80 % obyvatel země. 20 % obyvatelstva je negramotných.

### Největší města
- São Tomé – 71 868 obyvatel (2015, hlavní město)
- Santo Amaro – 7 792 obyvatel (2008)
- Neves – 10 068 obyvatel (2012)[3]
- Trinidade – 16 140 obyvatel (2012)[3]
- Santana – 10 290 obyvatel (2012)[3]

## Zajímavosti
- Svatý Tomáš a Princův ostrov je jedním z nejvýznamnějších afrických producentů kakaa.